# Buruncum
Buruncum, ook wel Burungum of Boruncum, was een Romeins ruiterfort, voor een zogenaamde Ala-eenheid, aan de Neder-Germaanse Limes. Het fort met een bezetting van ongeveer 480 man wordt in het Itinerarium Antonini ten noorden van Keulen gesitueerd, in de buurt van wat nu Worringen is. 
Het gebied was al sinds 500 v.Chr. bevolkt. De eerste kolonisten waren de Keltische Eburonen, die rond 20 v.Chr. verdreven werden door de Ubiern., en rond het jaar 50 door de Romeinen. De Romeinse heerweg van Keulen naar Neuss liep via Worringen en bleef tot in de middeleeuwen een belangrijke verkeersverbinding.  Burungum wordt als locatie van een cavalerie-eenheid (Latijns ala) vermeld. Historisch onderzoek suggereert dat het kamp werd gebouwd als onderdeel van de militaire herstructurering aan de  Neder-Germaanse grens na de Bataafse Opstand door de Ala Gallorum Indiana, die hierheen was verhuisd. Mogelijk lag hier in de 1e eeuw ook een Vexillatio van de Legio V Alaudae .

## Locatie
De reisgids van Antomini vermeldt Buruncum op de Romeinse heerweg tussen Keulen (CCAA) en Xanten (CUT). De sectie in kwestie luidt als volgt: Colonia Agrippina (Keulen) - Durnomagus (Dormagen) leugas VII, ala - Buruncum leugas V, ala - Novesio (Neuss) leugas V, ala. De volgorde waarin ze werden genoemd was aanvankelijk een raadsel, aangezien Buruncum blijkbaar ten noorden van Dormagen moet liggen. Aangenomen wordt dat Buruncum ofwel op een parallelweg lag ofwel dat de route een verschrijving is.

## Etymologie
Etymologisch kan de plaatsnaam Worringen worden afgeleid van de middeleeuwse namen Worunc (1153), Worunc (1170) of Wurung die terug te voeren zijn op de Romeinse oorspronkelijke naam Buruncum.

## Onderzoeksgeschiedenis
De Pruisische luitenant-kolonel Friedrich Wilhelm Schmidt (1786-1846) ging er in 1839 al van uit dat Buruncum al in 1839 identiek zou kunnen zijn aan Haus Bürgel  in de buurt van de Alt St. Pankratiuskerk in Keulen-Worringen. Hij corrigeerde deze veronderstelling echter nadat de Pankratiuskerk, die op Romeinse fundamenten was gebouwd en hoger gelegen was, de overstroming van de Rijn tijdens carnaval 1837 zonder schade overleefde. In een publicatie uit 1855 pleitte Anton Rein, rector van de stadsschool van Krefeld, opnieuw voor de stelling dat Buruncum het Bürgelhuis moet zijn. Op basis van een Romeins inwijdingsinscriptie gevonden bij Worringen, waarop de plaatsnaam Segorigiensium  stond, was het voor rector Rein duidelijk dat Worringen deze vicus zou zijn, maar archeologisch bewijs ontbrak. Het werd echter in 1901 overtuigend weerlegd door Franz Cramer.In de jaren 1960 was Géza Alföldy het er mee eens dat Buruncum in het huidige Worringen moet liggen. In Worringen "... is archeologisch geen hulpfort bekend, maar het Alenkastell Burungum (tussen Keulen en Neuss), zoals blijkt uit de literaire bronnen, kan nauwelijks ergens anders worden gezocht".

## Werelderfgoed
Op 27 juli 2021 zijn tijdens de vergadering van het Werelderfgoedcomité van de UNESCO in het Chinese Fuzhou de Neder-Gemaanse limes, waaronder het fort haus Bürgel,  de status van Werelderfgoed toegekend.
Het belang van het fort wordt in het nominatiedossier als volgt omschreven:
Haus Bürgel is een zeer belangrijk voorbeeld van de ontwikkeling en het ontwerp van forten in de laat-Romeinse tijd. De ontwerpconcept van het veel grotere fort in Köln-Deutz  werd hier op kleinere schaal uitgevoerd en werd onderdeel van de laat-Romeinse vestingstrategie van keizer Constantijn.
Hoewel het fort tegenwoordig aan de andere kant van de Rijn ligt, is de Rijnlus die het beheerste nog steeds duidelijk herkenbaar in het landschap.